# North Durham

La circonscription dans le comté de Durham.

La circonscription de North Durham est une circonscription électorale anglaise située dans le comté de Durham, et représentée à la Chambre des communes du Parlement britannique depuis 2001 par Kevan Jones du Parti travailliste.